# Trojan (bóstwo)
Trojan – bóstwo wschodniosłowiańskie. 

## Opis
Wzmiankowany czterokrotnie w Słowie o wyprawie Igora, gdzie wieszcz Bojan pędzi „szlakiem Trojanowym” przez pola w góry, mowa jest o „ziemi Trojana”, zaś czasy współczesne autorowi nazwane są „siódmym wiekiem Trojana”. O kulcie Trojana wspomina także Słowo i objawienie świętych apostołów („ludzie wierzyli w wielu bogów, w Peruna, Chorsa, Dyja i Trojana i wielu innych, ale to byli ludzie (...) Trojan był cesarzem w Rzymie, a inni gdzie indziej”), zaś apokryficzne Chodzenie Bogarodzicy po mękach potępia ludzi, którzy oddają cześć „rzeczom przez Boga stworzonym, także za bóstwa uznali ludzi: Trojana, Chorsa, Peruna”. 
Zwolennicy poglądów euhemerystycznych, podpierając się relacją ze Słowa i objawienia świętych apostołów, wywodzili postać Trojana z zapożyczonego jakoby przez Słowian na Bałkanach kultu deifikowanego cesarza rzymskiego Trajana (divus Traianus). Przeczyć takiej interpretacji zdają się jednak liczne dane z folkloru południowosłowiańskiego, gdzie pojawia się demon nocny Trojan o woskowych skrzydłach i oślich uszach, czy też trójgłowy Car Trojan, w tradycji bośniackiej nazywany carem wszystkich ludzi i bydła. Możliwe zatem, że Trojan był rodzimym bóstwem analogicznym do zachodniosłowiańskiego Trzygłowa, który według teorii Alexandra Gyesztora mógł być tożsamy z Welesem.